# Dysstroma latefasciata
Dysstroma latefasciata (tên tiếng Anh: Thảm Siberia) là một loài bướm đêm thuộc họ Geometridae. Nó được tìm thấy ở Fennoscandia đến miền đông Xibia và Mông Cổ.
Sải cánh dài 26–35 mm. Con trưởng thành bay từ cuối tháng 6 đến tháng 9.
Ấu trùng ăn Vaccinium myrtillus, Vaccinium uliginosum, Rubus chamaemorus, Rhododendron tomentosum và Fragaria vesca. Ấu trùng có thể được tìm thấy từ tháng 8 đến tháng 7. Loài này qua mùa đông ở giai đoạn ấu trùng.

## Đặt tên
Các nguồn không đồng ý thẩm quyền cho loài này. Còn vài nguồn cho rằng loài này được mô tả bởi Staudinger vào năm 1889, others state it was described by Staudinger năm 1882, Dahl năm 1900 or Blocker năm 1908.